# Unternehmen Petticoat
Unternehmen Petticoat ist eine Filmkomödie von Blake Edwards mit Cary Grant als U-Boot-Kommandant Sherman und Tony Curtis als Versorgungsoffizier Holden in den Hauptrollen.

## Handlung
Matt Sherman, ehemals Kommandant des amerikanischen Unterseebootes Sea Tiger und inzwischen zum Konteradmiral befördert, kehrt lange nach Ende des Zweiten Weltkriegs zu seinem U-Boot zurück, um es vor der Fahrt zur Verschrottung ein letztes Mal zu sehen. In seiner ehemaligen Kommandantenkammer nimmt er das Logbuch zur Hand und lässt die turbulenten Ereignisse der Jahreswende 1941/1942 Revue passieren. Hier beginnt die eigentliche Filmhandlung.
Bei einem japanischen Luftangriff auf die Philippinen wird die Sea Tiger am Pier des Marinestützpunkts Cavite schwer getroffen und versenkt. Der örtliche Kommandeur Henderson will das Schiff aufgeben, doch Lieutenant Commander Sherman besteht darauf, es zu heben und wieder einsatztauglich zu machen. Da ein Teil seiner Mannschaft bereits auf andere Schiffe versetzt worden ist, teilt ihm der Kommandeur Ersatzleute zu, darunter Lieutenant Holden.
Holden aber ist ein Partygänger und Schürzenjäger, der noch nie einen Kampfeinsatz hatte und seine Stellung als Offizier hauptsächlich für den Zugang zur feinen Gesellschaft nutzt; dementsprechend sind Sherman und seine Mannschaft anfangs skeptisch, was seine Eignung als U-Boot-Offizier angeht. Holden stellt sich jedoch auch als gerissener Gauner heraus, der mit unorthodoxen Methoden wie Diebstahl und Betrug die notwendigen Ersatzteile für das beschädigte U-Boot beschafft. Seine waghalsigen Beutezüge bringen ihm den Respekt der Mannschaft ein, jedoch auch die Abneigung von Sherman. Der Konflikt zwischen den ungleichen Offizieren wird zu einem der beherrschenden komischen Elemente des Films.
Ein erneuter Luftangriff zwingt die Sea Tiger zum Auslaufen, bevor die Reparaturarbeiten abgeschlossen sind. Bei einem Zwischenstopp auf der Insel Marinduque trifft Holden auf eine Gruppe von fünf Krankenschwestern der US-Army, die dort festsitzen. Ohne Rücksprache mit dem Kommandanten verspricht er ihnen, sie mit an Bord zu nehmen. Sherman, vor vollendete Tatsachen gestellt, bleibt nichts anderes übrig, als die Frauen mitreisen zu lassen.
Die amouröse Spannung zwischen den Frauen und der Mannschaft bringt weitere komische Elemente mit sich. So melden sich beispielsweise etliche Mannschaftsmitglieder mit fadenscheinigen Beschwerden krank, nur um sich von den Krankenschwestern medizinisch versorgen zu lassen. Sherman hat alle Hände voll zu tun, um einen einigermaßen geregelten militärischen Alltag an Bord sicherzustellen.
Im Hafen von Cebu wird die Reparatur des U-Boots abgeschlossen; Ersatzteile sind rar, und so muss wie immer improvisiert werden, was darin gipfelt, dass das U-Boot nun einen rosafarbenen Schutzanstrich trägt. Bevor die endgültige – graue – Lackierung aufgetragen werden kann, wird auch Cebu von japanischen Flugzeugen bombardiert und die Sea Tiger muss erneut überstürzt auslaufen. Dabei nimmt sie eine Gruppe von Flüchtlingen an Bord, denen Holden – wiederum ohne Absprache mit Sherman – im Tausch gegen Lebensmittel versprochen hat, sie vor den japanischen Angreifern zu retten.
In der allgemeinen Verwirrung eröffnen sowohl Japaner als auch Alliierte die Jagd auf das geheimnisvolle „rosa U-Boot“. Als sich die Sea Tiger einem Zerstörer der US-Marine zu erkennen geben will, eröffnet dieser das Feuer. Nur ein erneuter gewitzter Einfall von Holden bewahrt die Sea Tiger davor, von den eigenen Leuten versenkt zu werden: Durch ein Torpedorohr lässt er die Büstenhalter der Frauen an Bord ausbringen. Die Besatzung des Zerstörers angelt einen davon aus dem Wasser und erkennt an dem Namensschild, dass er einer US-Offizierin gehört. Schlussendlich schafft es das Boot, Port Darwin in Australien anzulaufen, die bunt zusammengewürfelten Passagiere in Sicherheit zu bringen und sich wieder den alliierten Flottenverbänden anzuschließen.
Am Ende kehrt der Film wieder zur Rahmenhandlung zurück und vervollständigt die Eindrücke vom Anfang: Holden ist bei der Marine geblieben und inzwischen selbst U-Boot-Kommandant im Rang eines Commanders. Ihm ist die Überführung der Sea Tiger zur Verschrottung anvertraut worden. Holden und Sherman, die nun ein freundschaftliches Verhältnis verbindet, verabschieden sich am Kai voneinander. Die beiden Männer sind inzwischen mit zwei der geretteten Krankenschwestern verheiratet, mit denen sich bereits damals an Bord eine Liaison abgezeichnet hatte: Sherman mit Dolores Crandall und Holden mit Barbara Duran.

## Synchronisation
Die deutsche Fassung entstand in den Studios der Berliner Synchron GmbH. Das Dialogbuch schrieb Fritz A. Koeniger, die Dialogregie lag in den Händen von Klaus von Wahl. Die deutsche Originalfassung ist gegenüber der amerikanischen um 22 Minuten gekürzt, sie hat damit eine Laufzeit von 104 Minuten. Später wurden der deutschen Fassung einige Szenen zurückgegeben, die allerdings ohne Dialoge waren. Im Jahr 2020 kamen weitere Szenen hinzu, die mit neuen Sprechern nachsynchronisiert wurden, da die Originalsprecher inzwischen verstorben sind. Für Curt Ackermann, den Originalsprecher von Cary Grant, kam Frank Röth zum Einsatz. Die anderen neuen Sprecher sind nicht bekannt. Die restaurierte Fassung entspricht der ungekürzten Originalfassung, Laufzeitunterschiede ergeben sich durch die PAL-Beschleunigung auf 25 Bilder pro Sekunde.
| Darsteller       | Rolle                                  | Synchronsprecher/Nachsynchronisation |
| ---------------- | -------------------------------------- | ------------------------------------ |
| Cary Grant       | Lt. Cmdr./Rear Admiral Matt T. Sherman | Curt Ackermann/Frank Röth            |
| Tony Curtis      | Lt./Cmdr. Nicholas Holden              | Herbert Stass                        |
| Joan O’Brien     | Lt. Dolores Crandall                   | Marion Degler                        |
| Dina Merrill     | Lt. Barbara Duran                      | Edith Schneider                      |
| Gene Evans       | Torpedo-Mann Molumphry                 | Benno Hoffmann                       |
| Arthur O’Connell | Maschinist Sam Tostin                  | Hans Hessling                        |
| Dick Sargent     | Ensign Stovall                         | Eckart Dux                           |
| Virginia Gregg   | Major Edna Heywood                     | Alice Treff                          |
| Robert Gist      | Lt. Watson                             | Hans Walter Clasen                   |
| Robert F. Simon  | Captain Henderson                      | Siegfried Schürenberg                |
| Gavin MacLeod    | Ernest Hunkle                          | Wolfgang Draeger                     |
| Madlyn Rhue      | Second Lt. Reid                        | Renate Küster                        |
| Marion Ross      | Second Lt. Colfax                      | n.n.                                 |
| Clarence Lung    | Sgt. Ramon Gallardo                    | Toni Herbert                         |
| Frankie Darro    | Pharmazeut Dooley                      | Otto Czarski                         |

## Hintergründe

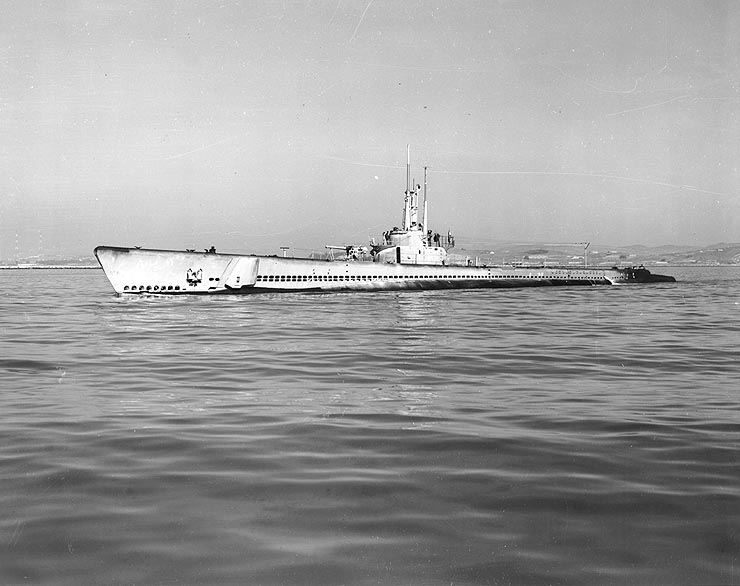
Die Balao, Oktober 1944

Die Filmhandlung ist zeitlich in der Anfangsphase der Schlacht um die Philippinen von Ende 1941 bis Anfang 1942 angesiedelt. Für das Drehbuch wurde eine Reihe von Ereignissen verarbeitet, die sich tatsächlich abgespielt haben. Beim dargestellten Angriff auf die Marinebasis Cavite am 10. Dezember 1941 wurde mit der Sealion ein U-Boot mit ähnlichem Namen schwer beschädigt, im Gegensatz zum Film dann aber nicht mehr instand gesetzt, sondern wenige Tage später versenkt. Auch die Idee mit einem rosa angestrichenen U-Boot steht mit diesem Ereignis in Verbindung: Die Seadragon lag beim Angriff auf Cavite längs ihres Schwesterschiffs Sealion, und die Hitze der Brände auf der Sealion ließ auf der Seadragon den dunkelgrauen Anstrich abblättern, sodass teilweise der darunter aufgetragene rote Anstrich zum Vorschein kam, der normalerweise bei aufgetauchter Fahrt die Wasserlinie markiert. Für das Beschwerdeschreiben über nicht geliefertes Toilettenpapier gibt es ebenfalls eine historische Vorlage. Für die Torpedierung des Lkw diente ein Vorfall der Bowfin als Vorlage, bei dem am 9. August 1944 bei der Versenkung mehrerer japanischer Schiffe im Hafen von Minami-daitō auch ein Bus getroffen wurde. Die Englisch sprechenden Frauen, mit denen der japanische Rundfunk amerikanische Schiffsbesatzungen zur Aufgabe bewegen wollte, wurden unter dem Namen Tokyo Rose bekannt.
Zusammenfassend lässt sich der Film als Satire auf chaotische Zustände an der Pazifikfront des Zweiten Weltkriegs bezeichnen. Wesentliche Motive sind die Knappheit an Ersatzteilen und die bürokratischen Hürden, um die knappen Vorräte vor den eigenen Leuten zu „schützen“, aber auch die Not der Menschen im Kriegsgebiet. All dies humoristisch darzustellen, ohne dabei in plumpen Slapstick abzugleiten oder den Krieg zu verharmlosen, gehört zu den wohl brillantesten Leistungen des Filmteams.
Für die Filmaufnahmen stellte die United States Navy drei gleichartige U-Boote zur Verfügung. Die Ein- und Ausgangssequenz, aufgenommen an der Naval Station in San Diego, zeigt die Queenfish. Für den im Westpazifik spielenden Hauptteil, der in und um die Naval Station Key West gedreht wurde, kamen die USS Archerfish in der normalen grauen Farbe sowie die Balao, das Typschiff der gleichnamigen Schiffsklasse, als rosafarbenes U-Boot zum Einsatz. Die Balao wurde 1963 nach ihrer Außerdienststellung als Ziel versenkt. Ihr Turm ist im Washington Navy Yard ausgestellt. Das Schiff, das gegen Ende des Films versucht, das mysteriöse rosafarbene U-Boot zu versenken, ist die Wren, ein Zerstörer der Fletcher-Klasse.
Cary Grant war von Curtis’ Parodie auf ihn in Manche mögen’s heiß (1959) so begeistert, dass er ihn als Co-Star engagierte. Die Produktionsfirma Granart Company gehörte Cary Grant selbst.

## Kritiken
„[…] Köstliche Komödie von Blake Edwards, der vor dem Durchbruch mit ‚Frühstück bei Tiffany‘ erstmals Stars wie Cary Grant und Tony Curtis, der Grant in ‚Manche mögen’s heiß‘ parodiert hatte, inszenierte. Die U-Boot-Komödie, von Grant koproduziert, wurde ein großer Kassenerfolg für Universal. […]“

„Eine turbulente Komödie mit psychologisch treffsicherem Humor und originellen Einfällen.“

## Auszeichnungen
Der Film, der 1960 für einen Oscar (Bestes Original-Drehbuch) und einen Golden Globe nominiert war, erzielte einen ersten und einen zweiten Platz bei den Laurel Awards.

## Fernsehserie
Der Film war Grundlage für die von 1977 bis 1979 ausgestrahlte Fernsehserie Einsatz Petticoat, die im Original ebenfalls den Titel Operation Petticoat trägt. Darsteller waren unter anderem John Astin als Lt. Cmdr. Sherman und Jamie Lee Curtis als Lt. Duran. Nach der ersten Staffel mit 23 Folgen wurden, mit drei Ausnahmen, die vollständige Besetzung und auch die zugehörigen Charaktere ausgetauscht. Die Serie wurde nach der zehnten Folge der zweiten Staffel eingestellt.